# Horní Abcházie

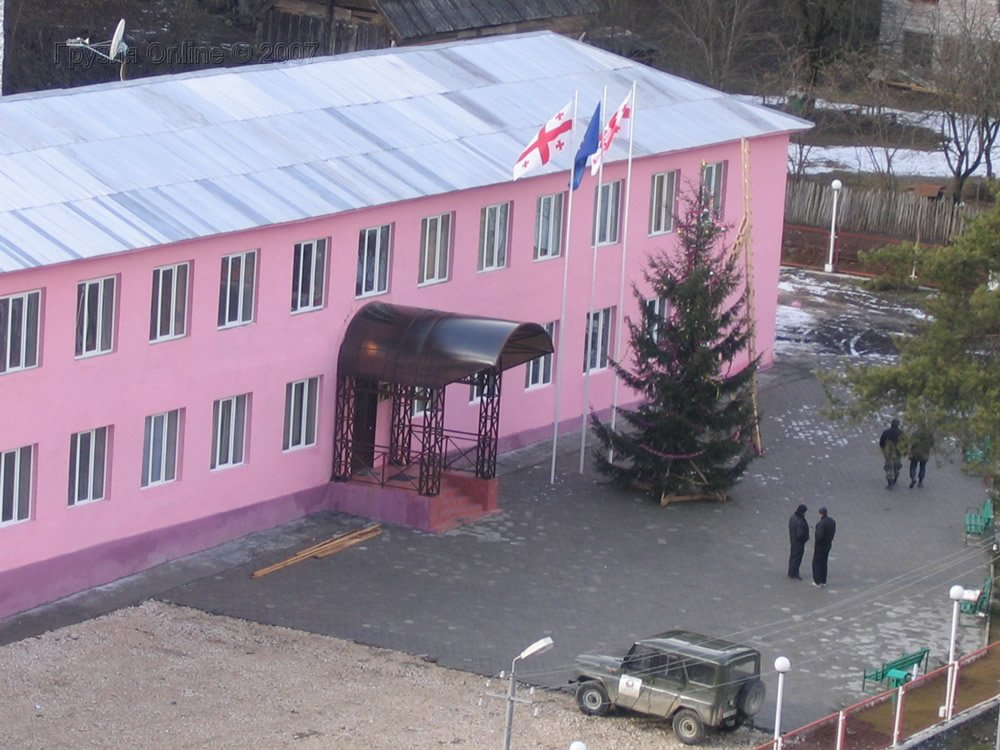
Bývalé sídlo vlády AR Abcházie v Čchaltě

Mapa Horní Abcházie

Horní Abcházie (abchazsky Аҧсны хыхьтəи, gruzínsky ზემო აფხაზეთი) je gruzínské oficiální označení horské oblasti Abcházie, která byla v letech 2006 až 2008 pod kontrolou Gruzie. Byla zřízena 27. září 2006 výnosem, který podepsal gruzínský prezident Michail Saakašvili v horno-abchazské vsi Čchalta, která se poté stala sídlem vlády Autonomní republiky Abcházie. Gruzie, respektive Autonomní republika Abcházie, ztratila nad územím kontrolu během konfliktu v srpnu 2008, kdy jej obsadila Republika Abcházie, stát se sporným mezinárodním uznáním.